# Милан Илић Чича
Милан Илић Чича шумадијски (Горња Трешњевица, код Аранђеловца, 1886 — Пјеновац, код Хан-Пијеска, 21. јануар 1942) био је учесник Народноослободилачке борбе и народни херој Југославије.

## Биографија
Рођен је 1886. године у селу Горњој Трешњевици, код Аранђеловца. Потиче из сиромашне сељачке породице. После основне школе отац Радоје га је послао да учи за конобара. Али се он после извесног времена вратио у село и почео да се бави земљорадњом.
Учествовао је у балканским и Првом светском рату. Године 1915. заробљен је и одведен на принудни рад у Немачку. Милан је из трогодишњег заробљеништва, поред знања немачког језика, сагледао могућности и резултате напредне пољопривреде. Доживевши револуцију у Немачкој, упознао се са револуционарним покретом. Када се, после завршетка рата, вратио у свој крај, ратом опустошен и још сиромашнији, одмах постаје активан учесник револуционарног покрета и члан Комунистичке партије Југославије, од оснивања 1919. године.
Био је за модерну и рационалну пољопривреду и сточарство у свом крају. Набављао је стручну литературу, преплаћивао се на часописе, укључујући и неке из Немачке, и своје знање преносио на друге и практично примењивао у свом домаћинству. Налазио се и у групи за напредно задругарство, радио је у Кредитној, а касније у Општој пољопривредној задрузи. Средином двадесетих година, када је аграрна криза још више погоршала живот сиромашних сељака, Милан је провео неколико година код старијег брата, председника Суда у Новом Пазару, и био судски послужитељ. Године 1925. вратио се у своје село.
Због револуционарног рада, Милан је почетком 1937. године, са групом комуниста из Аранђеловца, Крагујевца и околних села, био ухапшен, али је касније пуштен, због недостатка доказа. Милан је постао први секретар новоформиране партијске ћелије у селу, 1939. године. Наредне године постаје члан ОК КПЈ за Крагујевац, а када је, почетком 1941. године, у Аранђеловцу формиран Месни комитет, он постаје један од водећих чланова.
После Априлског рата, активно је радио на припремама за устанак. Почетком јула, у близини његовог села формиран је Први шумадијски НОП одред, именован је за заменика команданта Одреда. Учествује и предводи Одред у многим акцијама. Нарочито се истиче у борбама за ослобођење и одбрану Рудника. Личним примером показује као се треба борити, при чему често користио искуство из Првог светског рата. Немци су, крајем августа 1941. године, извели специјалну акцију на Горњу Трешњевицу да би запалили његову кућу, а током 1942. године за њим је била расписана потерница од 50.000 динара.
Када су четници стрељали, команданта Првог шумадијског одреда Милана Благојевић Шпанца, 27. октобра 1941. године, команду над Одредом преузима Чича шумадијски. У новембру учествује у тешким борбама против надмоћног непријатеља, који је тежио да уништи слободну територију у Шумадији и западној Србији. Тада се, са делом Одреда повлачи у Санџак. Од тог дела који се повукао, формиран је Пети (шумадијски) батаљон Прве пролетерске ударне бригаде, а Милан је постао командант батаљона. Крајем децембра прелази у источну Босну и учествује у борбама код Власенице, на Плацама, око Хан-Пијеска и др.
Погинуо је у борби на Пјеновцу, 21. јануара 1942. године. Заједно са њим погинули су командант Романијског партизанског одреда Славиша Вајнер Чича и политички комесар Петог батаљона Прве пролетерске бригаде Драган Павловић Шиља, народни хероји.
Указом Председништва Антифашистичког већа народног ослобођења Југославије (АВНОЈ) 25. септембра 1944, међу првим борцима Народноослободилачке војске, проглашен је за народног хероја.
Имао је деветоро деце међу којима је Росанда Радовановић (1924), рођена Илић.
Једна од основних школа у Аранђеловцу носи његово име.